# Scolopax celebensis
Scolopax celebensis là một loài chim trong họ Scolopacidae.